# Monstrilla reidae
Monstrilla reidae is een eenoogkreeftjessoort uit de familie van de Monstrillidae. De wetenschappelijke naam van de soort is voor het eerst geldig gepubliceerd in 1993 door Suárez-Morales.